# Carl-Friedrich Schoof
Carl-Friedrich Schoof (* 26. August 1914 in Wellinghusen; † 2. Dezember 2002 in Büsum) war ein deutscher Politiker (CDU).
Schoof besuchte die Volksschule und die Oberrealschule und erreichte das Abitur. An der Landwirtschaftsschule machte er die landwirtschaftliche Lehre und die Gehilfenprüfung. Er war aktiv im Wehrdienst, bis zum Kriegsausbruch auf dem väterlichen Betrieb als landwirtschaftlicher Verwalter und ab 1939 im Frontdienst im Westen und Osten als Unteroffizier tätig.
Schoof war zunächst Mitglied im Jungstahlhelm, danach im Stahlhelm und später wurde er in die SA eingegliedert. 1959 wurde er Mitglied der CDU. Er war Orts- und Bezirksjugendwart, stellvertretender Kreisjugendwart der Landjugend Norderdithmarschen, 1945 Ortsbauernvorsteher, Bezirksbauernvorsteher, Kreisbauernverbandsvorsitzender und Mitglied des Landesvorstandes. 1948 wurde er Gemeindevertreter, 1952 Bürgermeister und stellvertretender Amtsvorsteher und 1965 Amtsvorsteher. Ferner war er Meierei-Vorsitzender, Wehrführer und Amtswehrführer, Vorsitzender des Verwaltungsrates der Norderdithmarscher Marschsparkasse und Mitglied verschiedener Aufsichts- und Verwaltungsräte. Von 1967 bis 1979 saß er im Landtag von Schleswig-Holstein.